# Contea di Warren (Iowa)
La contea di Warren (in inglese Warren County) è una contea dello Stato dell'Iowa, negli Stati Uniti. La popolazione al censimento del 2000 era di 40 671 abitanti. Il capoluogo di contea è Indianola.